# Erotik im Beruf – Was jeder Personalchef gern verschweigt
Erotik im Beruf – Was jeder Personalchef gern verschweigt ist ein deutscher Sexfilm von 1971. Der Film kann zum Genre Report-Film gezählt werden und ist ein Ableger der erfolgreichen Filmreihe Schulmädchen-Report.
Regie führte Ernst Hofbauer.

## Handlung
In mehreren Episoden werden dem interessierten Zuschauer die erotischen Abenteuer berufstätiger Damen (und auch Herren) vor Augen geführt. Begleitet werden diese von einem wissenschaftlich anmutenden Off-Kommentar sowie von gestellten Interview-Szenen.

## Ausstrahlung
Der Film lief 1971 sehr erfolgreich in den bundesdeutschen Lichtspielhäusern, da die Nachfrage nach erotischen Filmen zu dieser Zeit, bedingt durch die sich auf ihrem Höhepunkt befindende Sexwelle, noch sehr hoch war.
In den frühen 90er Jahren war dieser Film, wie viele andere Filme dieses Genres auch, im deutschen Privatfernsehen (SAT.1) zu sehen.

## Kritiken
„Als ‚Sozialreport‘ auftretender Sexfilm über einschlägige Vorkommnisse am Arbeitsplatz. Die statistischen Daten werden wieder durch kurze Spielhandlungen illustriert, als Berater wirkten angeblich mit: eine Funktionärin des DGB, ein Dozent der Universität Augsburg und der Personalreferent eines Arbeitgeberverbandes.“